# رجل المنشار
رجل المنشار (باليابانية: チェンソーマン، بالروماجي: Chensō Man)، سلسلة مانغا يابانية من تأليف ورسوم تاتسوكي فوجيموتو صدرت في مجلة شونين جمب الأسبوعية عن دار نشر شوئيشا بين ديسمبر 2018 وديسمبر 2020، وأعلن عن إستمرار المانغا بقسم ثاني يصدر أونلاين على موقع شونن جمب+ ومنصة مانغا بلس منذ شهر يوليو 2022، جمعت فصولها في 12 مجلد تانكوبون.
اقتبست المانغا إلى مسلسل أنمي من انتاج ستوديو مابا عرض في عام 2022. واقتبس إلى فيلم مكمل لاحداث الأنمي عرض عام 2024.
حصلت مانغا رجل المنشار سنة 2021 على جائزة شوغاكوكان للمانغا الـ 66 عن فئة الشونين.

## القصة
تدور أحداث القصة في عالم تولد فيه الشياطين من مخاوف البشر، غالبًا ما تكون هذه الشياطين حاقدة وخطيرة لكن يمكن للبشر أن ينشؤوا معها عقودًا ليستخدموا جزءًا من قوتها، «دينجي» شاب مكتئب يحاول سداد ديون والده للياكوزا عن طريق بيع أعضاء جسده من ثم العمل كصياد شياطين، يمتلك دينجي شيطانًا يسميه «بوتشيتا» يشبه المنشار يعمل على مساعدة دينجي في عمله، قامت الياكوزا بتكليف دينجي بمهمة قتل شيطان وسرعان ما يكتشف أنها مؤامرة ضده ليقتله الشيطان بينما يصاب بوتشيتا بجروح خطيرة، لكن نتيجة عقهدهما السابق يندمج بوتشيتا مع دينجي ليقوم بإحيائه كبشري هجين ويكتسب قدرة المنشار من بوتشيتا، فيقوم بقتل الشيطان الذي قتله ثم يبدأ بالتقرب من فريق صيّادي شياطين مكتب السلامة العامة الحكومي، حيث يقوم بإقناع ماكيما إحدى أعضاء الفريق لتسمح بإنضمامه إليهم ليتجنب مطاردته من قبل الفريق لاحقًا كونه أصبح هجين.

## الشخصيات

### الأساسية
- دينجي (デンジ Denji؟)

أداء صوتي: كيكونوسوكي تويا، مارينا إينوي (طفل)
شاب يافع بشعر أشقر مجعد وعيون بنية صفراء حادة وأسنان حادة متطابقة، عندما كان صغيرًا ورث ديون والده للياكوزا ويحاول سدادها، عندما إلقى بوتشيتا شيطان المنشار أصبح يعمل كصياد شياطين لتسديد ديونه للياكوزا، لكن الياكوزا وتحت سيطرة شيطان الزومبي تخونه ليموت دينجي، ثم يندمج بوتشيتا معه ليوفي بالعقهد بينهما، ليصبح دينجي بعدها هجين بشر-شيطان يعرف باسم «رجل المنشار»، بعد أن يلتقي ماكيما ينضم إلى فريق صيادي الشيطان الحكومي ليعيش كإنسان، لكن دافعه الحقيقي هو التقرب من ماكيما.
- ماكيما (マキマ Makima؟)

أداء صوتي: توموري كوسونوكي
امرأة غامضة تبدو في العشرينيات من العمر، صيادة شياطين في مكتب السلامة العامة، جعلت من دينجي حيوان أليف لها، ماكرة وذكية تستفيد من إنجذاب دينجي لها وتعده بعلاقة رومانسية لتتحكم فيه بينما تهدده بالإبادة إذا قام بعصيانها.
- اكي هاياكاوا (早川アキ Hayakawa Aki؟)

أداء صوتي: شوجو ساكاتا، أيومو موراسي (شاب)
صياد شياطين حكومي يعمل في الفرقة الخاصة رقم 4 بقيادة ماكيما، لديه عقد مع شيطان اللعنات وشيطان المستقبل، يسمح له باستخدام اللعنات مقابل التضحية بجزء من عمره بالإضافة إلى رؤية عدة ثواني من المستقبل.
- باور (パワー Pawā؟)

أداء صوتي: فيروز آي

### صيادين مكتب السلامة العامة
كيشيبي (岸辺 Kishibe)
أداء صوتي: تسودا كينجيرو

هيمينو (姫野 Himeno)
أداء صوتي: ماريا إيسي

كوبيني هيغاشياما (東山 コベニ Higashiyama Kobeni)
أداء صوتي: كارين تاكاهاشي

### شياطين قسم السلامة العامة
شيطان الملاك (天使の悪魔 Tenshi no Akuma)

أداء صوتي: مآيا أوتشيدا
بيم (ビーム Bīmu)

أداء صوتي: ناتسوكي هاناي

### صيادوا شياطين القطاع الخاص
كوانشي (クァンシ Kuanshi)

سانتا كلوس (サンタ クロース Santa Kurōsu)

### شياطين وهجينين
بوتشيتا (ポチタ Pochita)

أداء صوتي: شيوري إيزاوا
سيف الساموراي (サムライソード Samurai Sōdo)

أداء صوتي: دايكي هامانو
ريزي (レゼ Reze)

أداء صوتي: رينا أويدا
شيطان البندقية (銃の悪魔 Jū no Akuma)

شيطان الظلام (闇の悪魔 Yami no Akuma)

## الإنتاج
بالرغم من السوداوية والعنف في السلسلة، أراد المؤلف فوجيموتو أن ينشر عمله في مجلة شونين جمب الأسبوعية، لكنه إعتقد أن عمله سيدفن إذا لم يجعل المانغا مشابهة «لأسلوب الجمب»، لذا قام بتحوير تراكيب القصة والشخصيات لتشبه قصص الجمب أكثر مع محاولته الإحتفاظ بأكبر قدر من الإستقلاية كمؤلف، ذكر فوجيموتو على الرغم من نجاح المانغا عند نشرها في المجلة إلا أنه يخطط لنشر القسم الثاني منها أونلاين على منصة شونين جمب+ وذلك لكونه يرغب بجعلها سلسلة مختلفة تمامًا عن القسم الأول، وطبقًا لكلامه أنه لا يوجد فرق كبير في العمل بين شونين جمب الأسبوعية وشونين جمب+ موضحًا أنه تم منع بعض الصور في مسودات المانغا الأولية لكن تم إعطائه حرية كاملة بمنطق القصة.
كما وقال بإنه إستوحى القصة من أعمال أخرى عديدة بالرغم من كونه كان مشغولاً للغاية أثناء تسلسل المانغا إلا أنه إطلع على أكبر قدر ممكن من الأشياء الجديدة وإستعار عناصر مختلفة مما شاهده وقام بوصف قصته على أنها مثل «إف إل سي إل» و«أبارا» معًا، مشيرًا إلى إمتلاكه الكثير من العناصر منذ البداية لكن تمت إضافة أشياء أخرى مع تقدم القصة، وقام بترك عدد من الأشياء الغامضة في القصة عمدًا لتسهيل كتابة القسم الثاني منها.
فيما يخص الأنمي، قال المؤلف فوجيموتو أنه تحدث إلى الأشخاص الذين يعملون عليه وشعر بالإرتياح لترك الأمور لهم، عندما تم الإعلان عن الأنمي رسميًا، علق قائلًا: «رجل المنشار تبدو وكأنها تقلييد لدوروهيدورو وجوجوتسو كايسين، والإستوديو الذي سينتج الأنمي هو نفس إستوديو دوروهيدورو وجوجوتسو كايسين! ليس لدي ما أقوله! رجاءًا قم بفعلها!!»

## وسائط متعددة

### مانغا
الجزء الأول من مانغا الرجل المنشار من تأليف ورسوم تاتسوكي فوجيموتو (إرك السلامة العامة) صدر في مجلة شونين جمب الأسبوعية إنطلاقًا من يوم 3 ديسمبر 2018 لينتهي يوم 14 ديسمبر 2020، ثم قام دار نشر شوئيشا بجمع فصول المانغا لينشرها في 11 مجلد تانكوبون أولها صدر يوم 4 مارس 2019 وآخرها 4 مارس 2021.
في 14 ديسمبر 2020، بعد إنتهاء القسم الأول من المانغا في مجلة شونين جمب الأسبوعية تم الإعلان عن قسم ثاني سيبدأ على منصة شونين جمب+، في 19 ديسمبر 2020 تم الإعلان بأن القسم الثاني سيغطي (إرك الثانوية) حيث سيذهب دينجي إلى المدرسة.

#### قائمة المجلدات
| م. | العنوان                                                       | الإصدار الياباني                     | الإصدار الإنجليزي                    |
| -- | ------------------------------------------------------------- | ------------------------------------ | ------------------------------------ |
| 1  | كلب ومنشار Inu to Chensō (犬とチェンソー)                     | 4 مارس 2019 ردمك 978-4-08-881780-4   | 6 أكتوبر 2020 ISBN 978-1-9747-0993-9 |
| 2  | المنشار ضد الخفاش Chensō VS Kōmori (チェンソーVSコウモリ)     | 2 مايو 2019 ردمك 978-4-08-881831-3   | 1 ديسمبر 2020 ISBN 978-1-9747-0994-6 |
| 3  | اقتل دينجي Denji o Korose (デンジを殺せ)                      | 2 أغسطس 2019 ردمك 978-4-08-882016-3  | 2 فبراير 2021 ISBN 978-1-9747-0995-3 |
| 4  | البندقية أقوى Jū wa Tsuyoshi (銃は強し)                       | 4 أكتوبر 2019 ردمك 978-4-08-882075-0 | 6 أبريل 2021 ISBN 978-1-9747-1727-9  |
| 5  | قاصر Miseinen (未成年)                                        | 4 يناير 2020 ردمك 978-4-08-882171-9  | 1 يونيو 2021 ISBN 978-1-9747-1922-8  |
| 6  | بوم بوم بوم Ban Ban Ban (バン バン バン)                      | 4 مارس 2020 ردمك 978-4-08-882224-2   | 3 أغسطس 2021 ISBN 978-1-9747-2071-2  |
| 7  | داخل حلم Yume no naka (夢の中)                                | 4 يونيو 2020 ردمك 978-4-08-882328-7  | 5 أكتوبر 2021 ISBN 978-1-9747-2096-5 |
| 8  | ورطة كبيرة Chō Mechakucha (ちょうめちゃくちゃ)                | 4 أغسطس 2020 ردمك 978-4-08-882376-8  | 7 ديسمبر 2021 ISBN 978-1-9747-2278-5 |
| 9  | حمام Ofuro (お風呂)                                           | 4 نوفمبر 2020 ردمك 978-4-08-882470-3 | 1 فبراير 2022 ISBN 978-1-9747-2404-8 |
| 10 | مشاعر كلب Inu no Kimochi (犬の気持ち)                         | 4 يناير 2021 ردمك 978-4-08-882527-4  | 5 أبريل 2022 ISBN 978-1-97-472278-5  |
| 11 | تشجع، رجل المنشار Ganbare Chensō Man (がんばれチェンソーマン) | 4 مارس 2021 ردمك 978-4-08-882576-2   | 7 يونيو 2022 ISBN 978-1-9747-2711-7  |
| 12 | طائر وحرب Tori to Sensō (鳥と戦争)                            | 4 أكتوبر 2022 ردمك 978-4-08-883271-5 | —                                    |

### أنمي
يوم 14 ديسمبر 2020 أعلن عن حصول المانغا على أنمي تلفزيوني من إنتاج ستوديو مابا، حصل الأنمي على تقديم مسرحي في حدث جمب فيستا 21 كجزء من سلسلة جمب ستوديو للعروض التقيديمة التي أجريت أولاين يومي 19-20 ديسمبر 2020، الفيديو الترويجي الأول للأنمي سيصدر في حدث الذكرى العاشرة لمابا الذي سيعقد يوم 27 يونيو 2021.
طاقم عمل الانمي تكون من «ريو ياماناكا» كمخرج عام و«ماكوتو ناكازونو» في دور مخرج حلقات رئيس، ونصوص «هيروشي سيكو»، تصميم الشخصيات من قبل «كازوتاكا سوغياما»، تصميم الشياطين من قبل «كيوتاكا اوشياما»، مخرج الحركة «تاتسويا يوشيهارا»، والاخراج الفني «يوسكي تاكيدا»، فني الألوان «ناومي ناكانو» وتصميم المشاهد من قبل «يوهي مياهارا»، ألحان الموسيقى من أداء كينسوكي اوشيو.
عرض الأنمي المتكون من 12 حلقة على تلفزيون طوكيو والشبكات الأخرى إبتداءً من 12 أكتوبر وإنتهى في 28 ديسمبر من سنة 2022، أغنية مقدمة الأنمي بعنوان (عودة للطبيعة؛Kick Back) من أداء «كينشي يونيزو»، وكل حلقة من الأنمي ستحتوي على أغنية خاتمة مختلفة.

#### قائمة الحلقات
| ر. الإجمالي | العنوان               | العنوان الأصلي                         | المخرج                                                                                        | أغنية الخاتمة                                                  | تاريخ العرض الأصلي |
| ----------- | --------------------- | -------------------------------------- | --------------------------------------------------------------------------------------------- | -------------------------------------------------------------- | ------------------ |
| 1           | «كلب ومنشار»          | 犬とチェンソー (Inu to Chensō)         | ريو ناكاياما                                                                                  | (دم المنشار) أداء فاوند                                        | 12 أكتوبر 2022     |
| 2           | «الوصول الى طوكيو»    | 東京到着 (Tōkyō Tōchaku)               | توكو ياتابي                                                                                   | (حياة باقية 残機) أداء زوتومايو                                | 19 أكتوبر 2022     |
| 3           | «البحث عن نياكو»      | ニャーコの行方 (Nyāko no Yukue)        | هيرونوري تاناكا                                                                               | (نصل الـ200 مليون سم 刃渡り2億センチ) من أداء ماكسيمم ذا هرمون | 26 أكتوبر 2022     |
| 4           | «إنقاذ»               | 救出 (Kyūshutsu)                       | تاتسويا يوشيهارا                                                                              | (حبّةَ دواء 錠剤) من أداء "تووبوي"                               | 2 نوفمبر 2022      |
| 5           | «شيطان المسدس»        | 銃の悪魔 (Jū no Akuma)                 | يوسكي تاكادا (إخراج) تومومي كاميا (لوحة قصصية)                                                | (في الغرفة المظلمة インザバックルーム) من أداء "سيودو"         | 9 نوفمبر 2022      |
| 6           | «اقتل دينجي»          | デンジを殺せ (Denji o Korose)          | شون إنوكيدو                                                                                   | (موعد عقلي 大脳的なランデブー) من أداء "كاناريا"               | 16 نوفمبر 2022     |
| 7           | «طعم القبلة»          | キスの味 (Kisu no Aji)                 | ريو ناكاياما (لوحة قصصية) ماساتو ناكازونو (إخراج ولوحة قصصية) كيئيتشيرو واتانابي (لوحة قصصية) | (أنواع القُبل ちゅ、多様性。) من أداء "أنو"                     | 23 نوفمبر 2022     |
| 8           | «إطلاق نار»           | 銃声 (Jūsei)                           | شوتا غوشوزونو (إخراج ولوحة قصصية) تاكيشي ساتو (إخراج)                                         | (الموت الأول) من أداء تي كاي                                   | 30 نوفمبر 2022     |
| 9           | «من كيوتو»            | 京都より (Kyōto Yori)                  | تاكاهيرو كانيكو (إخراج) هيرونوري تاناكا (لوحة قصصية)                                          | (عميقًا في الأسفل) من أداء أيمر                                 | 7 ديسمبر 2022      |
| 10          | «ضرب وكدمات»          | もっとボロボロ (Motto Boroboro)        | تاتسويا يوشيهارا                                                                              | (أرض الكلاب) من أداء "بيبل 1"                                  | 14 ديسمبر 2022     |
| 11          | «بداية المهمة»        | 作戦開始 (Sakusen Kaishi)              | ماساتو ناكازونو (إخراج ولوحة قصصية) تاكيشي ساتو (إخراج)                                       | (عنف バイオレンス) من أداء فرقة كوين بي                        | 21 ديسمبر 2022     |
| 12          | «الكاتانا ضد المنشار» | 日本刀VSチェンソー (Nihontō VS Chensō) | ريو ناكاياما                                                                                  | (أغنية القتال ファイトソング) من أداء إيف                      | 28 ديسمبر 2022     |

## الإستقبال
في أغسطس 2020، حققت المانغا أكثر من 3 مليون نسخة مطبوعة متداولة، في أكتوبر الذي يليه وصل العدد إلى أكثر من 4.2 مليون، حتى يناير 2021 كان العدد قد وصل إلى 6.4 مليون نسخة، وحتى مارس 2021 بلغ العدد 9.3 مليون نسخة متداولة.

## الجوائز والترشيحات
| قائمة الجوائز والترشيحات | قائمة الجوائز والترشيحات | قائمة الجوائز والترشيحات                | قائمة الجوائز والترشيحات | قائمة الجوائز والترشيحات | قائمة الجوائز والترشيحات |
| السنة                    | الجائزة                  | الفئة                                   | المستلم                  | النتيجة                  | م.                       |
| ------------------------ | ------------------------ | --------------------------------------- | ------------------------ | ------------------------ | ------------------------ |
| 2020                     | جائزة شوغاكوكان للمانغا  | أفضل مانغا شونن                         | رجل المنشار              | فوز                      |                          |
| 2023                     | جائزة زحل                | أفضل سلسلة أنمي متلفزة                  | رجل المنشار              | رُشِّح                      |                          |
| 2024                     | جوائز كرانشي رول للأنمي  | أنمي العام 2024                         | رجل المنشار              | رُشِّح                      | [ 64 ]                   |
| 2024                     | جوائز كرانشي رول للأنمي  | أفضل سلسلة جديدة                        | رجل المنشار              | فوز                      | [ 64 ]                   |
| 2024                     | جوائز كرانشي رول للأنمي  | أفضل تحريك                              | رجل المنشار              | رُشِّح                      | [ 64 ]                   |
| 2024                     | جوائز كرانشي رول للأنمي  | أفضل تصميم شخصيات                       | رجل المنشار              | رُشِّح                      | [ 64 ]                   |
| 2024                     | جوائز كرانشي رول للأنمي  | أفضل مخرج                               | ريو ناكاياما             | رُشِّح                      | [ 64 ]                   |
| 2024                     | جوائز كرانشي رول للأنمي  | أفضل تصوير سينمائي                      | رجل المنشار              | رُشِّح                      | [ 64 ]                   |
| 2024                     | جوائز كرانشي رول للأنمي  | أفضل إخراج فني                          | رجل المنشار              | رُشِّح                      | [ 64 ]                   |
| 2024                     | جوائز كرانشي رول للأنمي  | أفضل أنمي أكشن                          | رجل المنشار              | رُشِّح                      | [ 64 ]                   |
| 2024                     | جوائز كرانشي رول للأنمي  | أفضل شخصية رئيسية                       | دينجي                    | رُشِّح                      | [ 64 ]                   |
| 2024                     | جوائز كرانشي رول للأنمي  | أفضل شخصية مساندة                       | بور                      | رُشِّح                      | [ 64 ]                   |
| 2024                     | جوائز كرانشي رول للأنمي  | أفضل ”شخصية يجب حمايتها مهما كلف الأمر“ | بوتشي                    | رُشِّح                      | [ 64 ]                   |
| 2024                     | جوائز كرانشي رول للأنمي  | أفضل أغنية أنمي                         | رجل المنشار              | رُشِّح                      | [ 64 ]                   |
| 2024                     | جوائز كرانشي رول للأنمي  | أفضل موسيقى تصويرية أصلية               | رجل المنشار              | رُشِّح                      | [ 64 ]                   |
| 2024                     | جوائز كرانشي رول للأنمي  | أفضل شارة بداية                         | رجل المنشار              | رُشِّح                      | [ 64 ]                   |
| 2024                     | جوائز كرانشي رول للأنمي  | أفضل شارة نهاية                         | رجل المنشار              | رُشِّح                      | [ 64 ]                   |
| 2024                     | جوائز كرانشي رول للأنمي  | أفضل أداء صوتي - اليابانية              | كيكونوسوكي تويا          | رُشِّح                      | [ 64 ]                   |

## روابط خارجية
- الصفحة الرسمية نسخة محفوظة 4 يوليو 2018 على موقع واي باك مشين. للمانغا على موقع مجلة شونين الأسبوعية (باليابانية).
- الموقع الرسمي للأنمي (باليابانية).
- رجل المنشار (مانجا) في شبكة أخبار الأنمي
- صفحة المانغا الرسمية على موقع فيز ميديا.
- صفحة المانغا الرسمية على موقع مانغا بلس.